# Johan Adler Salvius

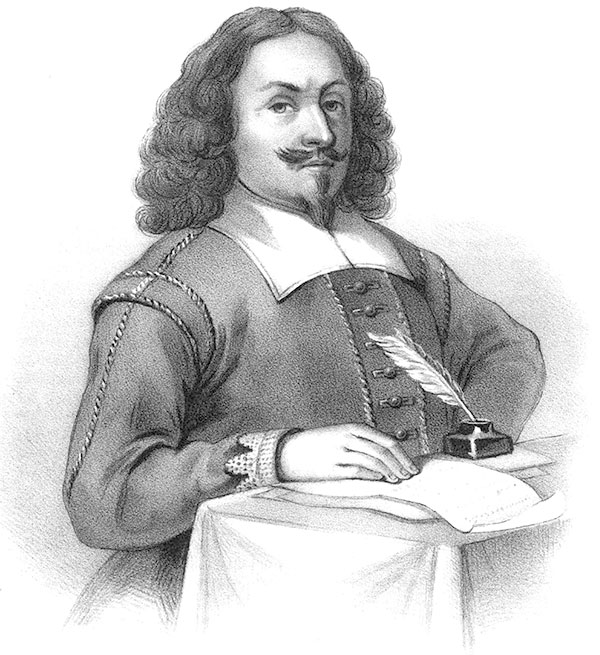
Johan Adler Salvius

Johan Adler Salvius (* 1590 in Strängnäs; † 24. August 1652 in Stockholm) war ein schwedischer Freiherr, Reichsrat und Diplomat, der Schweden bei den Verhandlungen vertrat, die zum Westfälischen Frieden führten.

## Leben
Nachdem er 1612 sein Studium in Uppsala begonnen hatte, wurden bald der Bischof und der schwedische König auf seine Talente aufmerksam. Mit königlicher Unterstützung begann er bald eine Studienreise nach Deutschland, wo er die Universitäten in Rostock und Helmstedt besuchte und zum philosophischen Doktor promoviert wurde. Weiterhin studierte er in Marburg Medizin. Nachdem er 1616 kurzzeitig heimgekehrt war, ging er auf eine weitere Studienreise nach Deutschland, Italien, Niederlande und Frankreich, wobei er in Montpellier Doktor der Juristik wurde.
Als er 1619 zurückkehrte, gewann er schnell das Vertrauen Gustav Adolfs. Er arbeitete einen Plan für die Umgestaltung von Göteborg heraus und wurde zum Assessor am höchsten schwedischen Gericht ernannt. Bald wechselte er in die diplomatische Linie über. Nachdem er 1624 in den adligen Stand erhoben war, fügte er ein Adler zum vorher angenommenen Namen Salvius und erfüllte hauptsächlich machtpolitische Aufträge in Polen und Deutschland. 1625 geriet Salvius nach Verhandlungen in Selburg (heute: Sēlpils) in mehrwöchige Gefangenschaft bei Kosaken.
Schon 1629 sollte er für Schweden bei Friedensverhandlungen in Lübeck teilnehmen, doch
die Gegenseite lehnte seine Anwesenheit ab. Ab 1630 diente er als Generalkriegskommissar in Deutschland mit Sitz in Hamburg. Dort blieb Salvius bis 1634, worauf er nach Schweden gerufen wurde. Er leitete nun als Hofkanzler in Axel Oxenstiernas Abwesenheit die Einrichtung einer neuen Regierungsform. Als der Reichskanzler 1636 heimkehrte wurde Salvius wieder nach Deutschland geschickt, um zusammen mit Sten Svantesson Bielke die schwedische Gruppe bei Friedensverhandlungen zu leiten. Nachdem Bielke 1638 gestorben war, war Salvius der einzige schwedische diplomatische Legat in Deutschland.
Ab 1636 war Salvius 14 Jahre ununterbrochen in Deutschland. In den ersten sieben Jahren führte er drei Aufgaben gleichzeitig durch. Die erste bestand darin eine Allianz mit Frankreich zu schmieden, die zweite waren separate Friedensabschlüsse und die dritte war eine allgemeine Friedenslösung. Zu den wichtigsten Ergebnissen zählten die Verbundsverträge mit Frankreich von 1638 und 1641. Daneben war er für Schwedens Finanzen in Deutschland verantwortlich. Durch die Heirat der Goldschmiedwitwe Margareta Hartmann erlangte er auch persönlich ein bedeutendes Vermögen, das er zeitweilig als Sicherheit bei seinen Transaktionen einbrachte.
1643 zog Salvius nach Osnabrück, wo er gemeinsam mit des Reichskanzlers Sohn, Johan Axelsson Oxenstierna, am Westfälischen Friedenskongress teilnahm. Die beiden Gesandten gerieten in Uneinigkeit, da beide die leitende Rolle übernehmen wollten. Salvius führte zum Beispiel heimliche Verhandlungen mit fremden Abordnungen, was das Missfallen des Reichskanzlers herbeiführte. Als sich nach Königin Christinas Thronbesteigung eine den Oxenstiernas feindliche Partei am königlichen Hof bildete, schloss sich Salvius dieser an. Durch direkten Briefwechsel mit der Königin erlangte er deren Gunst und folgte ihren Instruktionen, die nicht immer den offiziellen schwedischen Interessen entsprachen. Seine langjährige Erfahrung brachte ihm 1648 eine Vermittlerrolle zwischen Deutschland und Frankreich ein.
Im März 1648 wurde Salvius gegen den Willen von Oxenstierna und von Brahe zum Reichsrat befördert. Nach dem Friedensabschluss blieb Salvius noch ein Jahr in Hamburg, um seine und die Geschäfte der Krone zu ordnen. Danach zog er zurück nach Schweden, wo er der vertrauliche Ratgeber der Königin wurde und den Freiherrentitel erhielt. 1651 war er noch einmal in Lübeck um Verhandlungen mit Polen zu führen, doch nachdem diese ergebnislos abgebrochen wurden, wohnte er wieder in Stockholm, wo er am 24. August 1652 starb.